# Жеребино
Жеребино — деревня в Красногородском районе Псковской области России. Входит в состав Пограничной волости.
Расположена на юге района, в 10 км к юго-западу от районного центра, посёлка Красногородск.

## Население
Численность население деревни по оценке на конец 2000 года составляла 40 жителей, на 2010 год — 23 жителя.